# Branko Mikša
Branko Mikša (Đurmanec, 1947.), gospodarstvenik, bivši hrvatski političar (HDZ) i gradonačelnik Zagreba (od travnja 1993. do ožujka 1996.). Bio je ministar gospodarstva (1992.) te potom turizma i trgovine (1992. – 1993.) u Vladi Republike Hrvatske. Sredinom devedesetih napušta politiku. 
U vrijeme njegova obnašanja gradonačelničke dužnosti dovršeni su Importanne centar i hotel »Sheraton«, kao i obnovljeni trgovi Ante Starčevića, Petra Preradovića i kralja Tomislava u Donjem gradu u Zagrebu. Također je obnovljen i Medvedgrad.
Bio je predsjednik Hrvatskog nogometnog saveza u vrijeme ostvarenja drugoga najvećega uspjeha nogometne reprezentacije u povijesti, osvajanja brončanoga odličja na Svjetskom prvenstvu 1998 u Francuskoj.
Bio je stručni savjetnik u Agrokoru, a obnaša i dužnost počasnog konzula Južnoafričke Republike.